# Shine (Take That)
Shine è un singolo del gruppo musicale britannico Take That, secondo singolo estratto dall'album  Beautiful World. Pubblicato il 26 febbraio 2007, è interpretato come cantante solista da Mark Owen.

## Descrizione

### Il videoclip
Il video del brano è stato trasmesso per la prima volta il 25 gennaio 2007 ed è stato diretto da Justin Dickel, che ha cercato di ricreare l'atmosfera dei musical degli anni cinquanta.

## Tracce
Singolo CD Regno Unito
1. Shine (Radio Mix) – 3:29
2. Trouble with Me – 3:23

Singolo maxi CD Germania
1. Shine (Radio Mix) – 3:29
2. Trouble with Me – 3:23
3. Patience (Stripped Down)
4. Shine (Video)

## Classifiche
| Classifica (2007) | Posizione massima |
| ----------------- | ----------------- |
| Austria           | 24                |
| Belgio (Fiandre)  | 54                |
| Belgio (Vallonia) | 66                |
| Danimarca         | 7                 |
| Europa            | 3                 |
| Germania          | 21                |
| Irlanda           | 2                 |
| Italia            | 4                 |
| Paesi Bassi       | 20                |
| Regno Unito       | 1                 |
| Svizzera          | 27                |